# Distretto di Niepos
Il distretto di Niepos è uno dei tredici distretti  della provincia di San Miguel, in Perù. Si trova nella regione di Cajamarca e si estende su una superficie di 158,88 chilometri quadrati.

Ha per capitale la città di Niepos e contava 4.574 abitanti al censimento 2005.